# 羅吉茲涅 (傑米季夫卡區)
50°23′18″N 25°19′56″E / 50.38833°N 25.33222°E
羅吉茲涅（烏克蘭語：Рогізне）是位於烏克蘭西北部里夫內州裏杜布諾區的村莊，處於扎比奇河畔，始建於1545年，面積17.66平方公里，海拔高度209米，2015年人口648。